# Diego El Marrurro
Diego López (Jerez de la Frontera, Cádiz, 1850–idem, 1920), conocido como Diego El Marrurro, fue un cantaor flamenco español, considerado uno de los más importantes de su época debido a sus seguiriyas.

## Trayectoria
El Marrurro es especialmente conocido por la conocida como Seguiriya de El Marrurro, que se difundió a través de la tradición oral y fue recogida en grabación en 1913.Esta se caracteriza por su carácter de lamentación, con gemidos al final de los primeros y terceros versos,y fue interpretada entre otros por Tía Anica la Piriñacay Bernardo el de los Lobitos.Su estilo de cante influyó de acuerdo con distintas fuentes en el de Manuel Torre y otros cantaores posteriores del barrio de San Miguel en Jerez. Además de sus seguiriyas, es conocido por ser el autor de una malagueña.El Marrurro es considerado por parte de la tradición como uno de los creadores de los tientos, al transformar los tangos ralentizando su compás.
Si bien no se conoce el origen de su apodo, lo compartió con el también jerezano y contemporáneo Antonio Monje, conocido como Antonio el Marrurro, quien actuó con Silverio Franconetti y el Loco Mateo.Como sucede con otras figuras de la época, las actuaciones de Diego El Marruro se circunscribieron a reuniones de cabales y ocasionales apariciones en público, y las fuentes y registros de su música son en su práctica totalidad orales.